# Shawn Parker
Shawn Parker (Wiesbaden, 7 marzo 1993) è un ex calciatore tedesco, di ruolo attaccante.

## Carriera
Nella stagione 2012-2013 ha giocato 16 partite in Bundesliga con il Magonza.